# Ґзово
Ґзово (пол. Gzowo) — село в Польщі, у гміні Покшивниця Пултуського повіту Мазовецького воєводства.
Населення — 205 осіб (2011).
У 1975-1998 роках село належало до Цехановського воєводства.

## Демографія
Демографічна структура станом на 31 березня 2011 року:
|          | Загалом | Допрацездатний вік | Працездатний вік | Постпрацездатний вік |
| -------- | ------- | ------------------ | ---------------- | -------------------- |
| Чоловіки | 107     | 25                 | 71               | 11                   |
| Жінки    | 98      | 22                 | 57               | 19                   |
| Разом    | 205     | 47                 | 128              | 30                   |